# Facundo Medina
Facundo Medina, né le 28 mai 1999 à Lomas de Zamora en Argentine, est un footballeur international argentin qui évolue au poste de défenseur central ou d'arrière gauche à l'Olympique de Marseille, en prêt du RC Lens.

## Biographie

### Carrière en club

#### River Plate (2016-2017)
Natif de Villa Fiorito dans le partido de Lomas de Zamora du Grand Buenos Aires en Argentine, un quartier défavorisé marqué par un fort taux d'homicides, Facundo Medina est issu d'une famille de cartoneros. Pratiquant le football dès l'âge de trois ans, il se distingue par sa combativité, étant « prêt à tout pour gagner ». Initialement repéré par Boca Juniors, il refuse d'en intégrer l'internat, Medina étant supporter du club rival de River Plate. Il s'inscrit à une épreuve de sélection de ce club, y est retenu et en intègre l'internat. Pour Medina, « River Plate m'a sorti du bidonville ». Il joue au poste d'arrière gauche ou de défenseur central. Il ne participe toutefois à aucun match officiel en équipe première avec ce club, devancé dans la hiérarchie du club par Milton Casco et Nahuel Gallardo (en), le fils de l'entraîneur Marcelo Gallardo.

#### CA Talleres (2017-2020)
Voyant ses perspectives de jeu limitées à River Plate, ce qui lui est confirmé par Marcelo Gallardo, Facundo Medina rejoint le CA Talleres en 2018,, contre une indemnité de 900 000
ou 950 000 dollars, River Plate conservant 35 % des droits sportifs du joueur. C'est avec le CA Talleres qu'il fait ses débuts en professionnel. Il joue son premier match de championnat le 12 août 2018, face à Boca Juniors, contre qui son équipe s'incline (1-0).
Le 25 février 2020, il marque son premier but avec les couleurs de Talleres contre Huracan victoire de son équipe 4-2.
Au total avec le club argentin il joue 37 matchs pour un but marqué et une passe décisive.
Sollicité par d'autres clubs argentins, Medina privilégie un départ en Europe, ce qui se concrétise à l'été 2020.

#### RC Lens (2020-2025)
Le 2 juillet 2020, Facundo Medina s'engage pour quatre ans avec le RC Lens, tout juste promu en Ligue 1. Le transfert est estimé à 3,5 millions d'euros ou quatre millions de dollars, avec la perspective de bonus selon le rendement du joueur sur les deux prochaines saisons. Il décide de porter le numéro 14 en référence aux Ultras de River Plate.
Medina joue son premier match sous les couleurs artésiennes le 23 août 2020 contre l'OGC Nice. La rencontre se solde par une victoire azuréenne (2-1 score final). Le 13 septembre 2020, grâce à un retourné acrobatique dans la surface, il inscrit son premier but avec ses nouvelles couleurs contre le FC Lorient (victoire de son équipe 3-2). Pour sa première saison en France, il joua 26 matchs pour 3 buts inscrits. Les Lensois termineront à une surprenante septième place en fin de saison.
Lors de la saison 2021-2022, les Sang et Or finissent une nouvelle fois septième au bord de l'Europe. Facundo inscrira un seul but contre les Girondins de Bordeaux, pour 34 rencontres disputées.
Le 18 janvier 2023, Facundo Medina signe une prolongation qui le lie au RC Lens jusque 2026. Lors de la saison 2022-2023, la défense lensoise est celle encaissant le moins de buts du championnat. Medina est un titulaire de la défense à trois instaurée par l'entraîneur Franck Haise aux côtés de Jonathan Gradit et Kevin Danso. Depuis son arrivée à Lens, cette saison est pour Medina celle où il reçoit le moins de cartons jaunes. Il est absent des matchs de championnat disputés en mars en raison d'une blessure au genou gauche survenue lors du quart de finale perdu de Coupe de France contre le FC Nantes (2-1),. En fin de saison, le RC Lens est vice-champion de France.
Le 20 septembre 2023, il fête sa 100e apparition sous le maillot lensois lors d'un match d'un match de Ligue des champions face au Séville FC. Le match sera soldé par un match nul 1-1 au stade Ramón Sánchez Pizjuán .
Le 11 avril 2024, il prolonge son contrat jusqu'en 2028. En fin de saison 2024-2025, Medina est pressenti pour quitter le club. Lors de la réception de l'AS Monaco lors de la dernière journée de championnat (victoire lensoise 4-0), le joueur argentin est remplacé en fin de match et reçoit une ovation en guise d'hommage de la part du public lensois.

#### Olympique de Marseille (depuis 2025)
Le 2 juillet 2025, l'Olympique de Marseille, déjà intéressé pour recruter Facundo Medina six mois auparavant, officialise l'arrivée du joueur argentin sous forme d'un prêt payant de 2 millions d'euros et d'une obligation d'achat de 18 millions hors bonus. L'entraîneur marseillais Roberto De Zerbi entend l'utiliser en tant qu'arrière gauche voire défenseur central associé à Leonardo Balerdi,.

### Carrière internationale
Avec l'équipe d'Argentine des moins de 20 ans, il participe au championnat sud-américain des moins de 20 ans en début d'année 2019. Lors de cette compétition, il joue sept matchs. Les Argentins terminent deuxième du tournoi, derrière l'Équateur.
Il participe ensuite quelques mois plus tard à la Coupe du monde des moins de 20 ans organisée en Pologne. Lors du mondial junior, il joue quatre matchs. Il s'illustre en délivrant une passe décisive lors du dernier match de poule contre la Corée du Sud. Les joueurs argentins s'inclinent en huitièmes de finale face au Mali, après une séance de tirs au but.
En septembre 2020, Medina est convoqué pour la première fois en équipe nationale d'Argentine par le sélectionneur Lionel Scaloni pour les matchs du mois d'octobre. Il honore sa première sélection le 13 octobre 2020 face à la Bolivie en remplaçant Lautaro Martínez à la 88e minute.
Par la suite, il participe avec la sélection olympique aux Jeux olympiques de 2020, organisés lors de l'été 2021 à Tokyo. Lors du tournoi olympique, il joue trois matchs. Il se met en évidence en inscrivant un but contre l'Égypte. Malgré un bilan honorable d'une victoire, un nul et une défaite, l'Argentine est éliminée dès le premier tour.
En novembre 2022, Medina figure dans une présélection de 32 joueurs pour la Coupe du monde 2022. Absent de la liste finale, Medina ne fait donc pas partie du groupe argentin qui remporte la compétition. Le sélectionneur Lionel Scaloni le convoque pour des matchs en Asie en juin 2023.

## Statistiques

### En club
| Saison                | Club                          | Championnat           | Championnat | Championnat | Championnat | Coupe nationale | Coupe nationale | Coupe nationale | Coupe de la Ligue | Coupe de la Ligue | Coupe de la Ligue | Compétition(s) continentale(s) | Compétition(s) continentale(s) | Compétition(s) continentale(s) | Compétition(s) continentale(s) | Total | Total | Total |
| Saison                | Club                          | Division              | M.          | B.          | P.d.        | M.              | B.              | P.d.            | M.                | B.                | P.d.              | Comp.                          | M.                             | B.                             | P.d.                           | M.    | B.    | P.d.  |
| 2017-2018             | CA Talleres                   | Superliga             | -           | -           | -           | 1               | 0               | 0               | -                 | -                 | -                 | -                              | -                              | -                              | -                              | 1     | 0     | 0     |
| 2018-2019             | CA Talleres                   | Superliga             | 16          | 0           | 0           | 2               | 0               | 0               | -                 | -                 | -                 | -                              | -                              | -                              | -                              | 18    | 0     | 0     |
| 2019-2020             | CA Talleres                   | Superliga             | 17          | 1           | 1           | -               | -               | -               | 1                 | 0                 | 0                 | -                              | -                              | -                              | -                              | 18    | 1     | 1     |
| Sous-total            | Sous-total                    | Sous-total            | 33          | 1           | 1           | 3               | 0               | 0               | 1                 | 0                 | 0                 | -                              | -                              | -                              | -                              | 37    | 1     | 1     |
| 2020-2021             | RC Lens                       | Ligue 1               | 24          | 2           | 0           | 2               | 1               | 0               | -                 | -                 | -                 | -                              | -                              | -                              | -                              | 26    | 3     | 0     |
| 2021-2022             | RC Lens                       | Ligue 1               | 31          | 1           | 0           | 3               | 0               | 0               | -                 | -                 | -                 | -                              | -                              | -                              | -                              | 34    | 1     | 0     |
| 2022-2023             | RC Lens                       | Ligue 1               | 32          | 2           | 4           | 3               | 1               | 1               | -                 | -                 | -                 | -                              | -                              | -                              | -                              | 35    | 3     | 5     |
| 2023-2024             | RC Lens                       | Ligue 1               | 31          | 1           | 3           | 1               | 0               | 0               | -                 | -                 | -                 | C1+C3                          | 6+1                            | 0                              | 0                              | 39    | 1     | 3     |
| 2024-2025             | RC Lens                       | Ligue 1               | 29          | 0           | 1           | 1               | 0               | 0               | -                 | -                 | -                 | C4                             | 1                              | 0                              | 0                              | 31    | 0     | 1     |
| Sous-total            | Sous-total                    | Sous-total            | 147         | 6           | 8           | 10              | 2               | 1               | -                 | -                 | -                 | -                              | 8                              | 0                              | 0                              | 165   | 8     | 9     |
| 2025-2026             | Olympique de Marseille (prêt) | Ligue 1               | -           | -           | -           | -               | -               | -               | -                 | -                 | -                 | C1                             | -                              | -                              | -                              | 0     | 0     | 0     |
| Total sur la carrière | Total sur la carrière         | Total sur la carrière | 180         | 7           | 9           | 13              | 2               | 1               | 1                 | 0                 | 0                 | -                              | 8                              | 0                              | 0                              | 202   | 9     | 10    |

### En sélection nationale
| Saison                | Sélection             | Phases finales        | Phases finales | Phases finales | Phases finales | Éliminatoires CDM | Éliminatoires CDM | Éliminatoires CDM | Matchs amicaux | Matchs amicaux | Matchs amicaux | Total | Total | Total |
| Saison                | Sélection             | Compétition           | M              | B              | Pd             | M                 | B                 | Pd                | M              | B              | Pd             | M     | B     | Pd    |
| --------------------- | --------------------- | --------------------- | -------------- | -------------- | -------------- | ----------------- | ----------------- | ----------------- | -------------- | -------------- | -------------- | ----- | ----- | ----- |
| 2020-2021             | Argentine             | -                     | -              | -              | -              | 1                 | 0                 | 0                 | -              | -              | -              | 1     | 0     | 0     |
| 2021-2022             | Argentine             | -                     | -              | -              | -              | 1                 | 0                 | 0                 | -              | -              | -              | 1     | 0     | 0     |
| 2022-2023             | Argentine             | -                     | -              | -              | -              | -                 | -                 | -                 | 1              | 0              | 0              | 1     | 0     | 0     |
| 2023-2024             | Argentine             | -                     | -              | -              | -              | 0                 | 0                 | 0                 | -              | -              | -              | 0     | 0     | 0     |
| 2024-2025             | Argentine             | -                     | -              | -              | -              | 4                 | 0                 | 0                 | -              | -              | -              | 4     | 0     | 0     |
| Total sur la carrière | Total sur la carrière | Total sur la carrière | -              | -              | -              | 6                 | 0                 | 0                 | 1              | 0              | 0              | 7     | 0     | 0     |

## Palmarès

### En club
Avec le RC Lens, Facundo Medina est vice-champion de France en 2023.
| RC Lens                           |
| --------------------------------- |
| - Ligue 1 - Vice-Champion : 2023. |

### En sélection
Medina est deuxième du championnat de la CONMEBOL des moins de 20 ans en 2019 avec l'équipe d'Argentine des moins de 20 ans.

## Vie privée
Le 26 décembre 2021, il est placé en garde à vue, pour des faits de violences sur son épouse. Les faits dénoncés se sont déroulés le soir de Noël. À la suite de cela l'épouse de Facundo Medina porte plainte. L'affaire est finalement classée sans suite par le procureur de la République d'Arras .